# Tritocosmia roei
Tritocosmia roei là một loài bọ cánh cứng trong họ Cerambycidae.